# LG G5
LG G5 — Android-смартфон, разработанный LG Electronics как часть серии LG G. Он был анонсирован во время Mobile World Congress как преемник LG G4 2015 года. G5 отличается от своих предшественников алюминиевым шасси и акцентом на модульность. Его нижний корпус, в котором находится заменяемая пользователем батарея, может быть выдвинут из нижней части устройства и заменен альтернативными дополнительными модулями, обеспечивающими дополнительные функции. Доступны два модуля: рукоятка камеры и высококачественный аудиомодуль с ЦАП. Вариант с более низкими характеристиками, получивший название LG G5 SE, доступен на некоторых рынках.
G5 получил неоднозначные отзывы. Устройство получило высокую оценку за переход на цельнометаллическую конструкцию при сохранении съемной батареи. Однако модульная система аксессуаров подвергалась критике за ограниченные варианты использования и невозможность горячей замены. Программное обеспечение LG также подверглось критике за качество настроек.
Преемником является LG G6

## Презентация
LG G5 был представлен на выставке MWC 2016. Главной особенностью стала модульность: нижняя грань отсоединяется и пользователю предлагается установить расширяющий функционал модуль, будь то расширенная АКБ ,выделенный ЦАП,или дополнительные аксессуары.

## Особенности
Задняя крышка LG G5 выполнена в стиле Nexus 5X.
В двойной камере встроен улучшенный датчик цветового спектра, который анализирует освещение, что должно способствовать более натуральной цветопередаче и более точному автоопределению ББ (Баланса Белого).
На смартфоне предустановлено улучшенное приложение QRemote, которое с ещё большим удобством позволяет превращать смартфон в пульт управления для различной бытовой техники.

## Технические характеристики

### Аппаратное обеспечение
- LG G5 построен на базе четырехъядерного процессора Snapdragon 820 с двумя ядрами  Kryo HP 2.2 ГГц и двумя Kryo LP 1.6 ГГц ,в паре с 4 Гб оперативной памяти типа LPDDR4.
- Аккумулятор имеет объём 2800 мАч, чего, по словам производителя, хватает на 21 час разговора по сотовой сети.
- Дисплей имеет размер 5,3 дюйма с разрешением Quad HD и плотностью пикселей 538 ppi. Тип дисплея: Quantum IPS (In-Cell touch).
- Основная камера имеет разрешение 15,87 Мп с лазерным автофокусом, оптической стабилизацией и диафрагмой F1.8, а фронтальная камера 8 Мп[9].

### Программное обеспечение
- На смартфоне установлен Android 6.0 (Marshmallow) с фирменной оболочкой LG UX. В ноябре 2016 стало доступно обновление до Android 7.0 (Nougat). В 2019 году стало доступно обновление до Android 10
- При покупке смартфона для хранения данных в облаке в Google Drive предоставляется 115 Гб памяти.
- LG G5 «из коробки» способен проигрывать видео форматов MP4, DviX, Xvid, H.264, WMV player и аудио форматов MP3, WAV, FLAC, eAAC+, WMA player[10].

### Доступные варианты
- Смартфон доступен с корпусом в металлическом исполнении.
- Цвета смартфона: серебристый, розовый, золотой, и серый.
- Объём памяти всех вариантов и модификаций телефона составляет 32 Гб, с возможностью расширения картой памяти до 128 Гб (есть свидетельства работоспособности карт и большего объёма)[11]
- В России продажи начались в апреле 2016 года, но в продажу поступил не оригинальный LG G5, а LG G5 SE, который является более бюджетной, упрощенной версией флагмана[12].

## Прием
Общий дизайн LG G5 получил высокую оценку за переход на металлическую конструкцию. The Next Web критически отнесся к его дизайну, утверждая, что задняя часть телефона выглядит слишком «скучной», потому что это просто прямоугольник со скругленными углами, корпус камеры и кнопка питания, которые «странно выступают, как бородавки», и видимый шов. для подбородка, и отметив, что отсутствие кривизны и ощущение «полости» сделали дизайн G5 «менее премиальным», чем у G4. TechRadar также выразил неоднозначное мнение о решении LG переместить клавиши регулировки громкости обратно на лицевую панель, но сохранить кнопку питания на задней панели в качестве считывателя отпечатков пальцев, отметив, что считыватели отпечатков пальцев на передней и боковой панели проще в использовании, особенно если устройство сидит ровно. Из-за использования системы на кристалле Qualcomm Snapdragon 820 характеристики G5 считались более конкурентоспособными, чем у других флагманов, в отличие от G4, в котором использовалась модель с уменьшенным количеством ядер, чтобы избежать проблем с перегревом Snapdragon 810. TechRadar считает, что производительность G5 была на уровне версии Samsung Galaxy S7 на базе Snapdragon 820, продаваемой в США, и что «при повседневном использовании, если не сравнивать напрямую с производительностью конкурентов в lab, он выглядит очень гладким».
Модульная система аксессуаров получила неоднозначные отзывы из-за ограниченного количества разработанных для нее модулей, а также из-за невозможности горячей замены модулей из-за конструкции системы, которая требует удаления батареи. Сами аксессуары также получили неоднозначные отзывы; TechRadar считает, что Cam Plus и Hi-Fi Plus не оправдывают своей высокой цены и влияют на размер устройства, но что с Cam Plus «удовлетворительно установить автофокус с помощью половинной клавиши спуска затвора». Тем не менее, The Next Web похвалил дизайн за «решение» исторического исключения заменяемых пользователем батарей в металлических телефонах, отметив, что «по крайней мере иметь возможность настройки — это довольно круто, не говоря уже о замене батареи после того, как ее емкость падает в случае падения». год или два. Это то, на что не может претендовать ни один другой металлический смартфон».
Дисплей хвалили за его яркость, хотя The Next Web сочли, что его цветовая температура была слишком холодной, создавая «отвлекающий сине-зеленый оттенок», который усугублялся заметным использованием белого цвета в пользовательском интерфейсе. Программное обеспечение G5 также получило неоднозначные отзывы, с особой критикой в адрес удаления панели приложений с главного экрана LG по умолчанию. Постоянно включенный дисплей на G5 получил высокую оценку за то, что он более полезен, чем у Galaxy S7, из-за поддержки отображения всех уведомлений, а не только определенных типов. The Next Web посетовал на удаление LG функции двойного окна, хотя и полагал, что удаление могло быть связано с включением встроенной функции двойного окна в Android Nougat и тем, что настройки LG были «во всех отношениях менее полезными, чем у Samsung».